# Evans (Georgia)
Evans – jednostka osadnicza w Stanach Zjednoczonych, w stanie Georgia, w hrabstwie Columbia.